# Moneta (araña)
Moneta es un género de arañas de la familia Theridiidae, orden Araneae. Fue descrito por el británico Octavius Pickard-Cambridge en 1871.

## Especies
- Moneta australis (Keyserling, 1890)
- Moneta baoae Yin, 2012
- Moneta caudifera (Dönitz & Strand, 1906)
- Moneta coercervea (Roberts, 1978)
- Moneta conifera (Urquhart, 1887)
- Moneta furva Yin, 2012
- Moneta grandis Simon, 1905
- Moneta hunanica Zhu, 1998
- Moneta longicauda Simon, 1908
- Moneta mirabilis (Bösenberg & Strand, 1906)
- Moneta orientalis Simon, 1909
- Moneta spinigera O. Pickard-Cambridge, 1871
- Moneta spinigeroides (Zhu & Song, 1992)
- Moneta subspinigera Zhu, 1998
- Moneta tanikawai (Yoshida, 1991)
- Moneta triquetra Simon, 1889
- Moneta tumida Zhu, 1998
- Moneta tumulicola Zhu, 1998
- Moneta uncinata Zhu, 1998
- Moneta variabilis Rainbow, 1920
- Moneta yoshimurai (Yoshida, 1983)